# Joseph Dimsdale

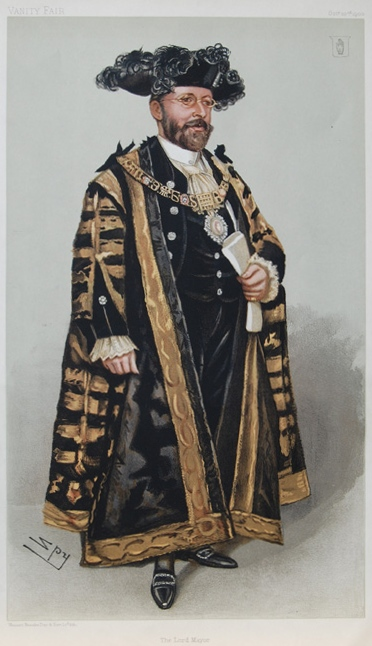
Sir Joseph Cockfield Dimsdale, in einer Karikatur von Spy in der Zeitschrift Vanity Fair vom 23. Oktober 1902

Sir Joseph Cockfield Dimsdale, 1. Baronet, KCVO, Kt, PC, JP (* 19. Januar 1849 in Cornhill; † 9. August 1912) war ein britischer Politiker der Conservative Party, der unter anderem zwischen 1900 und 1906 Mitglied des Unterhauses (House of Commons) sowie von 1901 bis 1902 Lord Mayor of London war.

## Leben
Joseph Cockfield Dimsdale, Sohn des aus einer Quäkerfamilie stammenden Joseph Cockfield Dimsdale und Verwandter des Mediziners Thomas Dimsdale, absolvierte seine Schulausbildung am renommierten Eton College. Er war Geschäftsführender Direktor des Bankhauses Prescott, Dimsdale and Co. und führendes Mitglied sowie zeitweise Meister (Master) der Gilde der Lebensmittelhändler Worshipful Company of Grocers, nach der Worshipful Company of Mercers die zweitbedeutendste Livery Company der City of London. Er 1891 und 1902 Mitglied des Londoner Stadtrates (Alderman) und vertrat dort bis 1902 Cornhill. Zugleich wurde er 1893 für die Livery Companies zum Sheriff der City of London gewählt und für seine Verdienste am 13. Juli 1894 zum Knight Bachelor (Kt) geschlagen, so dass er fortan das Prädikat „Sir“ trug. Er war zeitweise auch Friedensrichter (Justice of Peace) der Grafschaft Essex, aus der seine Familie stammte.
Bei der Unterhauswahl vom 23. September 1900 wurde Dimsdale für die Conservative Party im Wahlkreis City of London zum Mitglied des Unterhauses (House of Commons) gewählt und gehörte diesem zwischen dem 1. Oktober 1900 und dem 12. Januar 1906 an. Im November 1901 übernahm er als Nachfolger von Frank Green das Amt als Lord Mayor of London und war damit bis zu seiner Ablösung durch Sir Marcus Samuel im November 1902 der 573. Lord Mayor der City of London. 
Am 23. Juli 1902 wurde ihm der erbliche Adelstitel Baronet, of Goldsmiths, Langdon Hills, in the County of Essex and of Lancaster Street in the Borough of Paddington in the County of London, verliehen. Am 9. November 1902 wurde er zudem auch zum Knight Commander des Royal Victorian Order (KCVO) geschlagen. Sir Joseph Dimsdale wurde ferner am 16. Dezember 1902 Mitglied des Kronrates (Privy Council).
Aus seiner 1893 mit Beatrice Holdsworth geschlossenen Ehe gingen ein Sohn und zwei Töchter hervor. Bei seinem Tod am 9. August 1902 erbte sein Sohn John Holdsworth Dimsdale (1874–1923) den Titel als 2. Baronet.